# Le Roc d'Or
Le Roc d'Or est un roman merveilleux-scientifique de l'écrivain français Théo Varlet. Prépublié dans Le Figaro au début de l'année 1927, le roman paraît quelque mois plus aux éditions Plon dans sa collection « Aventures ». Il narre la découverte par des explorateurs français d'une île formée de fer et d'or dans l'océan Atlantique.

## Intrigue
Alors qu'une grave crise monétaire menace la France de la faillite, des raz-de-marées déciment les côtes atlantiques. Le navire français L'Erebus II, dirigé par le commandant Barcot, découvre que ce cataclysme a pour origine la chute sur Terre d'un aérolithe composé exclusivement de fer et d'or. Tandis que le navire ramène discrètement plusieurs cargaisons d'or qui enrichissent la France, les autorités françaises tentent de préserver le secret pour éviter de déclencher la convoitise des autres nations.

## Analyse de l'œuvre
Le Roc d'Or est commandé à Théo Varlet par les éditions Plon pour leur collection de roman d’aventures intitulée « Aventures ». Écrit dans sa résidence de Saint-Valery-sur-Somme, le récit est prépublié dans les pages du Figaro en début de l'année 1927.
Ce roman de mer et de finance puise son inspiration dans l'intrigue du roman posthume de Jules Verne, La Chasse au météore (1908), qui racontait déjà la chute sur Terre d'un bolide entièrement en or.
Théo Varlet raconte qu'en tombant dans l'océan Atlantique, l'aérolithe forme une nouvelle île — appelée « Féréor » par les explorateurs français car composée exclusivement de fer et d'or —. Alors que la France profite de sa découverte pour améliorer sa situation économique morose, les autres nations accueillent très mal la nouvelle et la guerre, qui semble inéluctable, n'est finalement évitée que grâce à l'engloutissement de l'île dans les profondeurs de l'océan. Ce dénouement pourrait avoir inspiré Hergé quatorze ans plus tard pour sa bande dessinée L'Étoile mystérieuse.
Le navire L'Erebus II, initialement en route pour l'Antarctique, est commandé par Barcot, hommage explicite à Jean-Baptiste Charcot, l'explorateur polaire de l'Antarctique à bord du Pourquoi-Pas ?.

## Publications françaises
- Le Figaro, du 25 janvier au 1er mars 1927, prépublication.
- Librairie Plon, coll. « Aventures » no 12, 1927 (ill. de Janserge).
- La Presse, du 23 novembre au 26 décembre 1927.
- Le Progrès du Nord, 1928[1]
- Le Moniteur du Puy-de-Dôme entre octobre et novembre 1931[1]
- Librairie Plon, coll. « Motifs » no 50, 1932 (ill. de Fresnoy).
- Macmillan and Co. Limited, 1933 sous le titre L'île Féréor, version adaptée par A.C. Smith à l'usage des écoles[6].
- Le Serpent à plumes, coll. « Aventures » no 50, 1998.
- L'Arbre vengeur, coll. « L'Alambic », 2014 (ill. de Nicolas André).